# Ванесса Фиск
Ванесса Фиск (англ. Vanessa Fisk), в девичестве Марианна (англ. Marianna) — вымышленный персонаж, появляющийся в американских комиксах издательства Marvel Comics. Наиболее известна как жена криминального авторитета Кингпина и мать Ричарда Фиска. Несмотря на замужество за Фиском, Ванесса не одобряет деятельность мужа. Она является одной из второстепенных персонажей в историях о Сорвиголове и Человеке-пауке.
На протяжении многих лет с момента её первого появления в комиксах героиня появилась в других медиа продуктах, в том числе: фильмы и мультсериалы. В телесериале «Сорвиголова» 2015 года, действие которого разворачивается в Кинематографической вселенной Marvel её сыграла Айелет Зорер, а в полнометражном мультфильме «Человек-паук: Через вселенные» 2018 года Ванессу озвучила Лейк Белл.

## История публикаций
Ванесса была создана сценаристом Стэном Ли и художником Джоном Ромитой-старшим, дебютировав в The Amazing Spider-Man #70 (Март, 1969).

## Биография вымышленного персонажа
Ванесса Марианна познакомилась с Уилсоном Фиском в возрасте 15 лет, когда его люди привели девушку к нему в качестве собственности / рабыни. Хотя Ванесса была потеряна и испугана сложившимися обстоятельствами, Фиск разглядел её чувство изящества и глубину духа, которые он искал в спутнице жизни. В конце концов между ними возникла связь, и вскоре они поженились по взаимной любви. Несмотря на любовь к Кингпину, Ванесса не жаловала его преступный бизнес. Впоследствии у них родился сын по имени Ричард, который тоже стал преступником. В какой-то момент во время беременности она взяла швейную иглу и сильно прижала её к животу, опасаясь, что её ребенок попадёт в мир насилия и преступности. Когда их сын подрос, они отправили его в Швейцарию для получения образования. Годы спустя Ричард вернулся в родной город, намереваясь захватить империю своего отца, выступая под именем Махинатор.  
Однажды Ванесса потерялась в канализации Нью-Йорка и некоторое время считалась мёртвой. Сорвиголова спас её от Короля канализации и согласился вернуть мужу за определённую плату: цена заключалась в том, что Кингпину пришлось исключить из избирательных бюллетеней своего коррумпированного кандидата Рэндольфа Черри. Фиск незамедлительно согласился. Во избежание попадания его жены в заложники, Кингпин нанял второсортную актрису, чтобы та выдавала себя за Ванессу и, в случае чего, стала жертвой похищения или вымогательства со стороны его противников в будущем. Имитаторша, которую звали Хайди Девото, умерла вскоре после похищения Мика Синном.
В конечном итоге, Ванесса рассталась с Уилсоном, однако вернулась в Нью-Йорк, когда узнала, что её сын попытался убить её мужа. Ричард объединился со своим старым другом детства Сэмми Силком и другими гангстерами с целью убийства Кингпина. В ярости, она начала зачищать преступный мир Нью-Йорка, начав с убийства мелкого преступника по имени Фальзоне. Затем она столкнулась с самим Ричардом, который пытался убедить её помочь ему в полном свержении Уилсона, пообещав лучшую жизнь для них обоих, однако преданная мужу Ванесса застрелила Ричарда собственными руками. После этого она заботилась о Уилсоне во время его выздоровления. Тем не менее, Ванесса понимала, что Уилсон не простит ей убийства их сына, поэтому рассталась с ним до того, как он выздоровел, чтобы избежать его гнева. 
Впоследствии Ванесса заболела неизлечимой болезнью и решила погасить все свои непогашенные «долги». Ванесса возглавила операцию, связанную с арестом Мэтта Мёрдока и её мужа ФБР, а также стояла за инсценировкой убийства Фогги Нельсона и наняла Железного Кулака, чтобы тот выдавал себя за Сорвиголову в Адской кухне, после чего воспользовалась Могильщиком и Лили Луккой, чтобы обеспечить передвижение Мёрдока по Европе. Она сделала это из мести, обвиняя Сорвиголову и Уилсона в её нынешнем положении. Ванесса ненадолго столкнулась с Сорвиголовой, прежде чем, наконец, рассказала подробности своего плана. Через некоторое время после её смерти Мёрдок выполнил последнее желание Ванессы и снял обвинения с Кингпина при условии, что Уилсон откажется от своего американского гражданства.  
Спустя годы её тело было найдено Рукой, и она была возвращена к жизни с целью убить своего мужа, чтобы проверить, остаётся ли он достойным лидером Руки. Между ними завязалось сражение, однако Уилсон не хотел убивать свою жену и пытался вразумить её. Понимая, что Ванесса уже не та, кем была раньше, Кингпин сломал ей спину. Тем не менее, к своему ужасу, он слишком поздно обнаружил, что она целилась в нападавшего позади него, чтобы спасти ему жизнь. Ванесса умерла своей второй смертью на руках опустошённого мужа, который ещё глубже погрузился в преступления. Позже Шакал снова возродил Ванессу в качестве клона, в попытке убедить «Fisk Enterprises» финансировать «New U Technologies». В ответ на это Уилсон снова сломал Ванессе шею, объявив её бесполезным клоном и заявив, что все, что сделал Шакал, испортило его последние воспоминания о ней.

## Альтернативные версии

### Ultimate Marvel
Во вселенной Ultimate Marvel Ванесса Фиск также является женой Кингпина, однако, по неизвестным причинам, находится в коме. Кингпин ищет Скрижаль времени, в надежде, что артефакт сможет вернуть Ванессу к жизни, однако Скрижаль крадёт Чёрная кошка. Позже, после того, как Кингпин поджигает адвокатскую контору Сорвиголовы, супергерой врывается в его дом и угрожает убить находящуюся в коме Ванессу, но его останавливает Человек-Паук. Кингпин приказывает вывезти Ванессу из страны прежде чем его арестовывают за покушение на убийство Лунного рыцаря.

## Вне комиксов

### Телевидение
- В мультсериале «Человек-паук» 1994 года Ванессу озвучила Кэролайн Гудолл[16]. Она появляется в эпизодах «Плита времени» и «Неуловимое время», где её похищают люди Сильвермейна, чтобы шантажировать Кингпина. После освобождения из плена, Ванесса уходит от Фиска, будучи не в состоянии продолжать жизнь с преступником.
- Ванесса Фиск является одной из второстепенных персонажей сериала «Сорвиголова» 2015 года, действие которого разворачивается в Кинематографической вселенной Marvel, где её роль исполнила Айелет Зорер[2]. По сюжету, Ванесса является куратором художественной галереи. Она привлекает внимание Уилсона Фиска и, со временем узнав, чем тот занимается, принимает сферу его деятельности. Сблизившись с Фиском, Марианна помогает ему действовать в Нью-Йорке в образе вполне законного бизнесмена. Она принимает его предложение руки и сердца и, когда Фиск терпит поражение от руки Сорвиголовы и попадает в тюрьму, Ванесса самостоятельно покидает страну. После того, как Фиск заключает сделку с ФБР согласно которой Марианна не будет обвинена в соучастии в его преступлениях, она возвращается в Нью-Йорк и выходит замуж за Фиска. Впоследствии её пытается убить Бенджамин Пойндекстер, дабы отомстить Фиску за убийство своей девушки. Его останавливает Сорвиголова, который вынуждает Фиска вернуться в тюрьму и оставить в покое его друзей Карен Пейдж и Фогги Нельсона, в противном случае угрожая раскрыть участие Ванессы в убийстве агента Рэя Надима.

Зурер присоединилась к актёрскому составу в роли Марианны в октябре 2014 года. Клинический психолог доктор Андреа Летаменди отметила, что Марианна «позволяет увидеть сострадание Фиска, что делает его любящим, искренним и милосердным и демонстрирует связь с человечеством. За этой динамикой интересно наблюдать, видя, как эта невероятно умная, сильная женщина раскрывает его [Фиска]». Художник по костюмам Стефани Маслански хотела изобразить Ванессу как таинственную, гламурную и роковую женщину, одетую в одежду высокого класса от кутюр: «ей нужно было привлечь внимание [Фиска]. Он бы не взглянул на случайную девушку в старых джинсах и футболке».
- Сандрин Холт сыграет Ванессу Фиск в сериале «Сорвиголова: Рождённый заново»[19].

### Кино
Ванесса Фиск появляется в мультфильме «Человек-паук: Через вселенные» 2018 года, где её озвучила Лейк Белл. Данное воплощение не знало о криминальной деятельности Уилсона Фиска вплоть до того момента, пока она и их сын Ричард не стали свидетелями его противостояния с Человеком-пауком. Ванесса и Ричард в ужасе сбежали от Уилсона, однако вскоре попали в аварию, будучи сбитыми встречным грузовиком. Это побудило Уилсона создать ускоритель частиц, чтобы найти альтернативные версии членов своей семьи в других вселенных.

### Роман
Ванесса Фиск появляется в романе «Человек-паук: Вечно молодой», написанном Стефаном Петруча. Она фигурирует в пересказе сюжетной линии Tablet Saga, в которой дебютировал злодей Сильвермейн. Действие романа происходит через два года после событий оригинальной сюжетной линии, когда Ванесса обращается за помощью к Человеку-пауку, чтобы тот выкрал плиту у Сильвермейна, с помощью которой она смогла бы вылечить своего мужа, впавшего в кому. Взамен она предлагает ресурсы своей семьи, чтобы помочь тяжелобольной Мэй Паркер. Тем не менее, в дальнейшем Ванесса отказывается от идеи использования плиту, увидев, что та сотворила с Сильвермейном, который постоянно превращается из ребёнка в старика из-за мистических сил артефакта. Тем не менее, она оплачивает медицинские счета Мэй, соблюдая договор.